# Ralf Evers

Ralf Evers (2018)

Ralf Evers (* 23. Februar 1965 in Strang, heute Bad Rothenfelde) ist ein deutscher Theologe und Sozialwissenschaftler sowie Rektor der Fliedner Fachhochschule Düsseldorf.

## Leben
Ralf Evers verbrachte seine Kindheit und Jugend in Versmold und besuchte dort das Gymnasium der Jugenddorf Christophorusschule. Nach dem Abitur 1984 studierte er Evangelische Theologie an der Kirchlichen Hochschule Bethel, der Ruprecht-Karls-Universität Heidelberg und der Johannes Gutenberg-Universität Mainz. Dort schrieb er von 1991 bis 1997 seine erste Dissertation und promovierte zum Dr. theol. in Evangelischer Theologie.
Außerdem studierte er Erziehungswissenschaften mit dem Schwerpunkt Sozialpädagogik/Erwachsenenbildung sowie Gerontologie an der Universität Heidelberg von 1988 bis 1993. Weiterhin studierte er dort Diakoniewissenschaft von 1991 bis 1995.
Von Beginn 1992 bis Ende 1993 arbeitete er als Referent für Hochschulfragen beim Christlichen Jugenddorfwerk Deutschlands, Ebersbach. Freiberuflich arbeitete er außerdem von 1992 bis Anfang 1999 als Theologe, Coach und Sozialwissenschaftler (unterbrochen durch das Vikariat) mit Schwerpunkten in den Bereichen Erwachsenenbildung, Projektmanagement, Marketing, Öffentlichkeitsarbeit im Raum Diakonie und Kirche sowie Coaching. Das Vikariat absolvierte er von 1996 bis Anfang 1998 beim Praktischen Vorbereitungsdienst der Evangelischen Kirche von Westfalen.
Ab 1999 war er Professor an der Evangelischen Hochschule für Soziale Arbeit Dresden (FH) für praktische Theologie und Generationenbeziehungen, von 2004 bis 2013 war er Rektor der Hochschule (Wiederwahl 2009). Von 2007 bis 2009 sowie von 2011 bis 2012 war er Präsident der Rektorenkonferenz Kirchlicher Fachhochschulen in Deutschland.
2017 promovierte er zum Dr. phil. (Sozialpädagogik/Erziehungswissenschaften) an der TU Dresden.
Seit dem 1. Oktober 2019 ist er Rektor der Fliedner Fachhochschule Düsseldorf.
Ralf Evers ist Mitglied der Wissenschaftlichen Gesellschaft für Theologie, der Deutschen Gesellschaft für Soziale Arbeit und der Deutschen Gesellschaft für Erziehungswissenschaft. Weiterhin ist er als Gutachter tätig, u. a. in Akkreditierungsverfahren von AHPGS, AQAS und WR.
Ralf Evers ist verheiratet und hat drei Kinder.